# Mr. Fantasy
Mr. Fantasy är den brittiska musikgruppen Traffics debutalbum, släppt i december 1967 på Island Records. Musikaliskt sett är denna skiva en blandning av alla möjliga stilar så som jazz, progressiv rock/artrock, och psykedelisk musik. Den brittiska versionen av det här albumet saknar gruppens två hitsinglar "Paper Sun" och "Hole in My Shoe". I USA släpptes albumet med titeln Heaven Is In Your Mind i en annan version och med dessa singlar tillagda. Men bara den första pressningen 1968! Vid den andra amerikanska pressningen hade man bytt till den ursprungliga titeln Mr. Fantasy, men behållit låtordningen densamma. Omslagsbilderna var också olika, men båda versioner av det amerikanska albumet använde samma bild.
Ytterligare en version av albumet med unikt omslag gavs ut speciellt för den svenska marknaden. Albumet fick nu titeln Coloured Rain, och låtordningen är densamma som den amerikanska versionen, förutom att låten "Heaven Is In Your Mind" och fragmentet "We're a Fade, You Missed This" saknas.

## Låtlista
(Kompositör inom parentes)
1. "Heaven Is In Your Mind" (Winwood/Capaldi/Wood) - 4:16
2. "Berkshire Poppies"  (Winwood/Capaldi/Wood) - 2:51
3. "House for Everyone"  (Mason) - 2:00
4. "No Face No Name No Number"  (Winwood/Capaldi) - 3:30
5. "Dear Mr. Fantasy"  (Winwood/Capaldi/Wood) - 5:45
6. "Dealer"  (Capaldi) - 3:22
7. "Utterly Simple"  (Mason) - 3:13
8. "Coloured Rain"  (Winwood/Capaldi/Wood) - 2:40
9. "Hope I Never Find Me There"  (Mason) - 2:07
10. "Giving to You"  (Winwood/Capaldi/Mason/Wood] - 4:19

## Låtlista, amerikansk version
1. "Paper Sun" (Winwood/Capaldi) - 4:18
2. "Dealer"  (Capaldi) - 3:22
3. "Coloured Rain"  (Winwood/Capaldi/Wood) - 2:40
4. "Hole in My Shoe"  (Mason) - 3:01
5. "No Face No Name No Number"  (Winwood/Capaldi) - 3:30
6. "Heaven Is In Your Mind"  (Winwood/Capaldi/Wood) - 4:16
7. "House For Everyone"  (Mason) - 2:00
8. "Berkshire Poppies"  (Winwood/Capaldi/Wood) - 2:51
9. "Giving to You"  (Winwood/Capaldi/Mason/Wood) - 4:19
10. "Smiling Phases" - 2:42
11. "Dear Mr. Fantasy"  (Winwood/Capaldi/Wood) - 5:45
12. "We're a Fade, You Missed This" (Winwood/Capaldi) - :53

## Listplaceringar
- Billboard 200, USA: #88[2] (amerikansk version)
- UK Albums Chart, Storbritannien: #8[3]